# Paolo Rosa
Paolo Rosa (* 1949 in Rimini; † 20. August 2013 auf Korfu, Griechenland) war ein italienischer visueller Künstler und Experimentalfilmregisseur.

## Leben
Rosa studierte an der Accademia di Brera und verlegte sich insbesondere auf visuelle, multimediale und interaktive Kunst. Ab 1979 drehte er Experimentalfilme, meist auf Video, und erwies sich als einer der persönlichsten Filmemacher seiner Generation. Interessante Werke wie „Lato D.“, „Luci di inganni“, „Il nuotatore“ oder „Storie per corse“ entstanden auf diese Weise. Daneben auch im Theater aktiv, gründete Rosa (mit anderen wie Fabio Cirifino und Leonardo Sangiorgi) 1982 die „Cooperativa Indigena“ und inszenierte für diese in unterschiedlicher Länge auch einige seiner Werke. Mit seiner Kunst nahm er an diversen internationalen Ausstellungen teil, u. a. an der Biennale di Venezia.
2011 wurde Rosa von seiner Heimatstadt für seine Verdienste um diese mit dem „Sigismondo d'Oro“ ausgezeichnet.

## Filmografie (Auswahl)
- 1980: Facce di festa (Dokumentarfilm)
- 2000: Il mnemonista